# Biserica de lemn din Boia

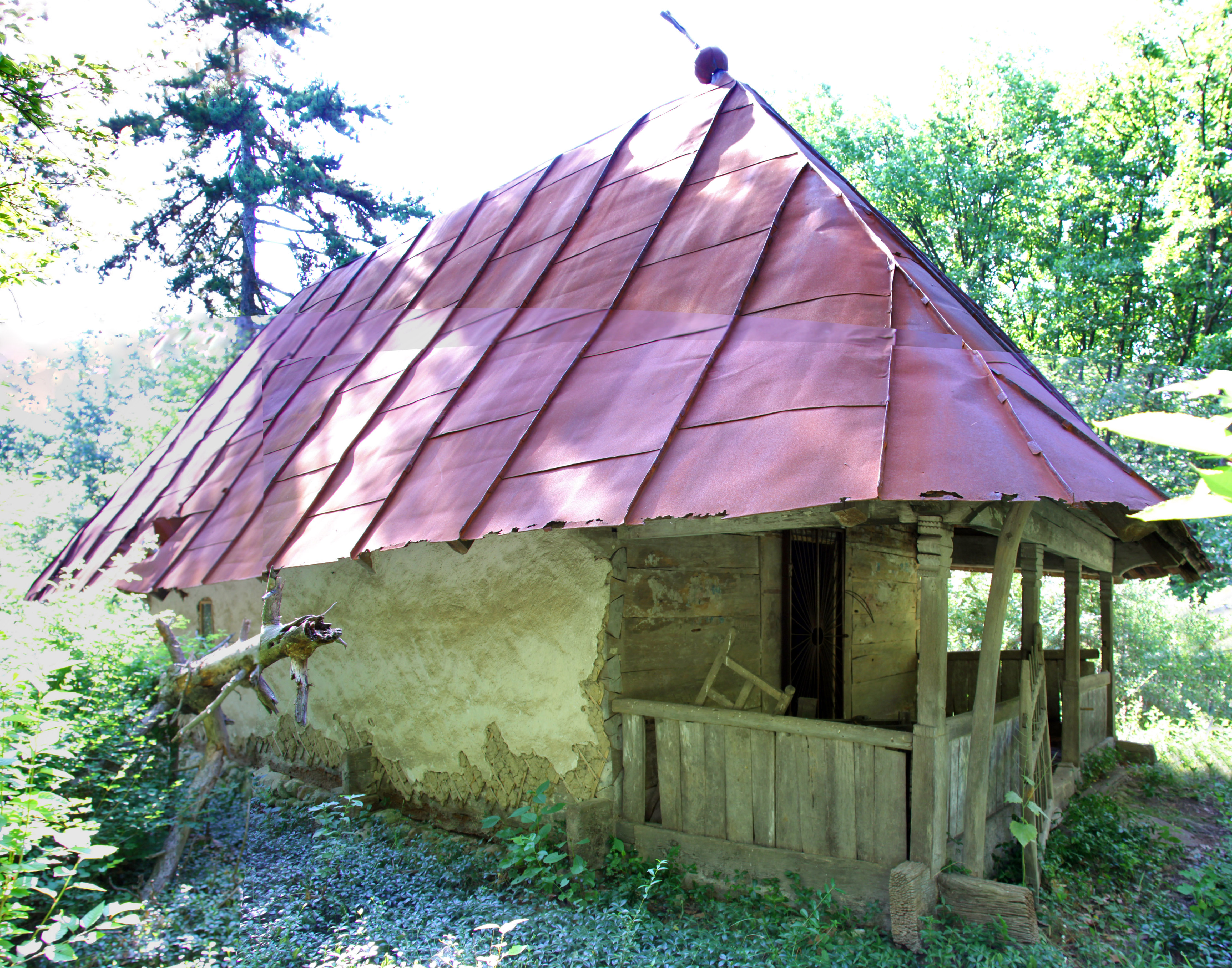
Biserica de lemn din Boia, Gorj, foto: 2009.

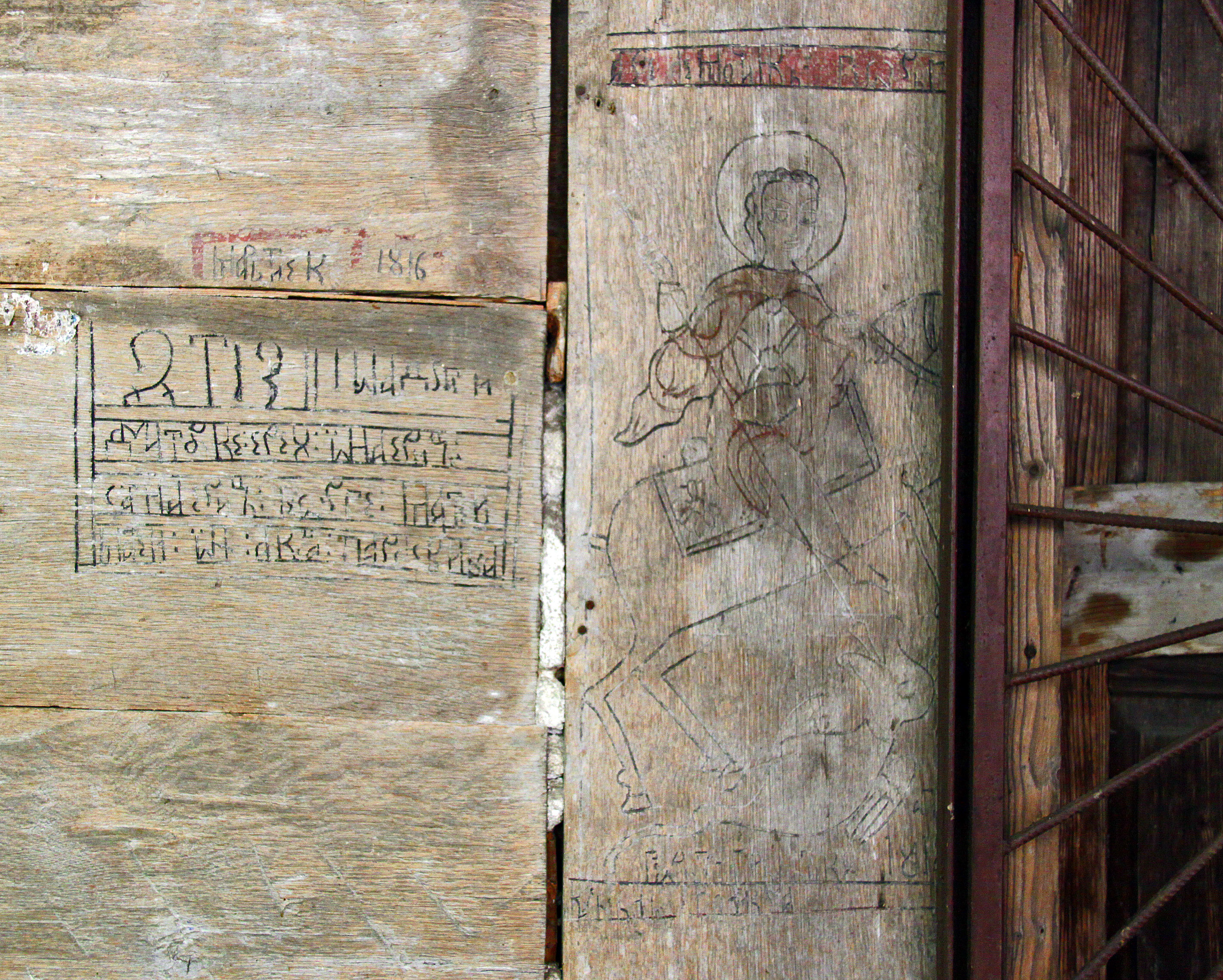
Pisania în stânga uşii de intrare şi Sfântul Gheorghe pe uşorul stâng al portalului, foto: 2009.

Biserica de lemn din Boia se află în localitatea omonimă, aproape dispărută, din județul Gorj. Poartă hramul „Sfântul Gheorghe”. Conform tradiției, își are începutul probabil în secolul 18 ca metoh al Mănăstirii Bistrița și a fost preluată de parohia din Boia la începutul secolului 19. Se spune că la această biserică de lemn Tudor Vladimirescu a luat paște în anul revoluției 1821. Biserica are valoare de patrimoniu cultural și istoric fiind înscrisă pe noua listă a monumentelor istorice, LMI 2004:  GJ-II-m-B-09246. Izolarea și părăsirea vetrei satului au condus la degradarea lăcașului.

## Istoric
Tradiția locală indică începutul acestei biserici ca metoh al Mănăstirii Bistrița, undeva în decursul secolului 18. Pe peretele de intrare, la stânga intrării se află următoare inscripție: „7316. Ioan Drăghici, Dumitrache ereu, Io[a]na er[e]ița, Stana erița, Gheorghe, Matei, Marti[n], Ion, Ancuța, Paraschiva.”. Văleatul erei bizantine 7316 corespunde anilor 1807-1808 și datează sau antedatează cu certitudine construcția bisericii. Inscripția de deasupra reține următoarea dată: „Martie 20 1816”. Această dată este indicată drept moment al preluării bisericii de parohia din Boia. Ea poate fi corelată cu textul din jurul icoanei de hram al Sfântului Gheorge de pe ușorul stâng al ușii: „[M]arele Mocin[i]c Gheorghe. Octombrie 20, 1816 ...”

## Trăsături
Protejată de un acoperiș unic, biserica se desfășoară  în succesiune, de la apus cu un pridvor, o tindă, un naos și o încăpere mai îngustă, poligonală pentru altar spre răsărit. Naosul și tinda sunt acoperite de o boltă semicilindrică comună, trăsătură ușor de recunoscut la majoritatea bisericilor de lemn din zonă. Pereții sunt tencuiți spre exterior. Biserica nu are turn, după cum a fost obiceiul la sud de Carpați. 

## Imagini

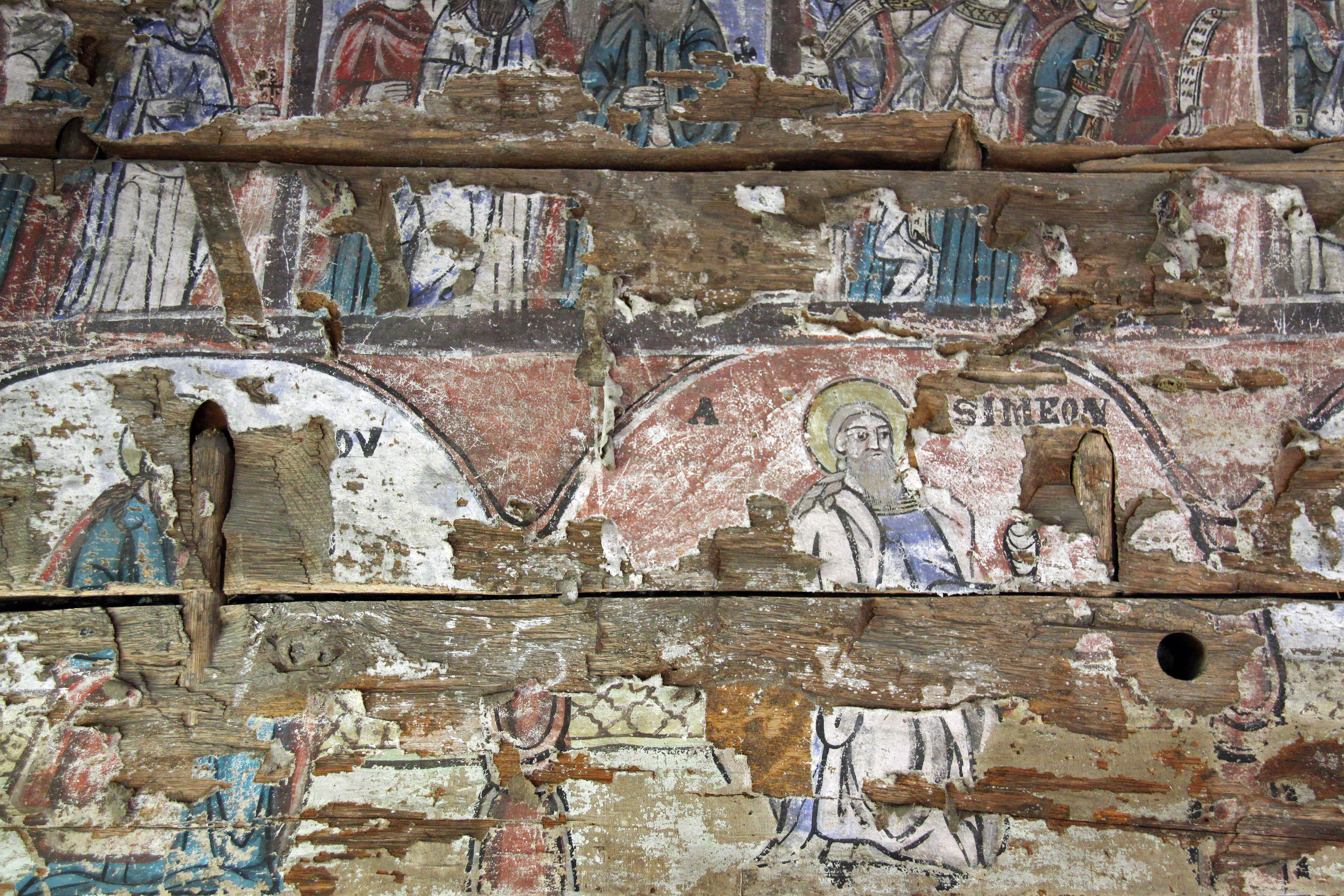
pictură în tindă peste intrare